# Johnny Petersen
Johnny Petersen (født 27. november 1947) er en dansk fodboldtræner, der pt. ikke er træner i nogen klub. Som spiller spillede han for AB, St. Pauli i Tyskland og B.93.

## Trænerkarriere
Efter at have trænet bl.a. AB og B.93 kom han til Frem, som han trænede med stor succes. Han blev dog fyret, da klubben foretrak Ole Mørk. I 2002 blev han træner i Herfølge Boldklub og i 2004 for FC Nordsjælland. Ingen af stederne fik han dog forlænget sin kontrakt.
I foråret 2007 var han overgangstræner i AB mellem Christian Andersen, der forlod posten i utide, og Flemming Christensen, der tiltrådte posten som cheftræner 1. juli 2007.